# Yale (entreprise)
Pour les articles homonymes, voir Yale (homonymie).

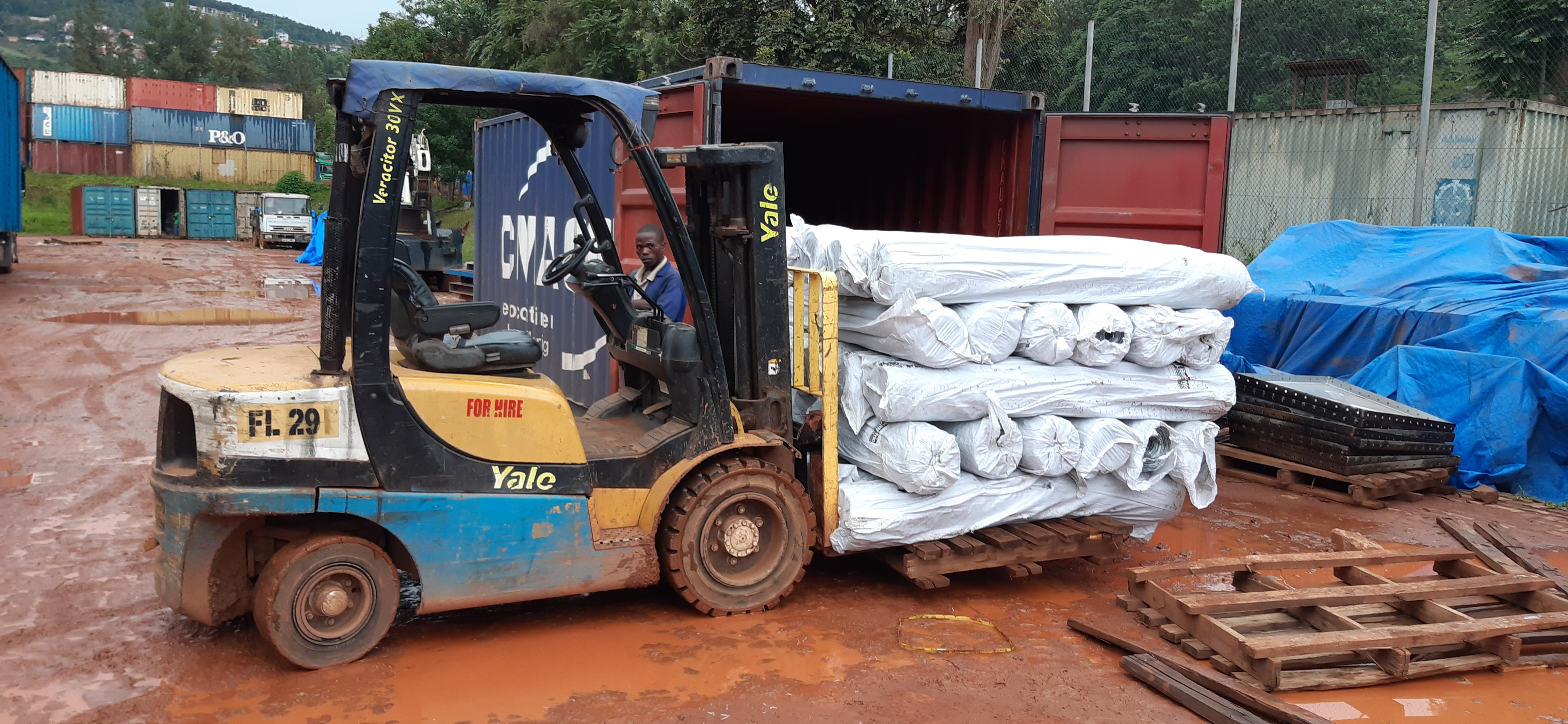
Chariot élévateur Veracitor 30VX au Rwanda (2020).

Yale est une des plus anciennes entreprises de chariot élévateur, au même titre que l'entreprise Clark.
En 1844, Linus Yale invente la serrure à cylindre. C'est l'une de ses inventions.
En 1920, Yale invente le chariot électrique à plate-forme. Dès 1929, Yale produit des chariots élévateurs en Angleterre.
Pendant de nombreuses années, les chariots de marque Fenwick sont fabriqués sous licence de Yale. Certains sont encore en circulation.

Depuis 1984, la marque Yale est la propriété de Nacco (North American Coal), qui la commercialise sur tous les continents.

En incluant ses deux marques Yale et Hyster, Nacco était classé troisième constructeur mondial en 2007.